# Anicius Hermogenianus Olybrius
(Flavius) Anicius Hermogenianus Olybrius war ein spätrömischer Aristokrat, der Ende des 4. Jahrhunderts lebte. Zusammen mit seinem Bruder Anicius Probinus bekleidete er im Jahr 395 den Konsulat. Er starb vor 410.
Sein Vater Sextus Petronius Probus galt als einer der vornehmsten Männer seiner Zeit und hatte 371 selbst das Konsulat bekleidet. Seine Familiengruft liegt in der Nähe der angeblichen Grabstätte des Apostels Simon Petrus. Die Familie der Anicii, der seine Mutter Anicia Faltonia Proba entstammte, gehörte in der Spätantike zu den bedeutendsten Geschlechtern im Römischen Reich; ihr gehörten mehrere Kaiser und auch Päpste an.
Olybrius und Probinus stammten also aus den höchsten Kreisen der römischen Senatsaristokratie, waren aber Christen im um 390 noch immer recht stark heidnisch durchsetzten Senat (wenngleich die Mehrheit des römischen Senats Ende des 4. Jahrhunderts vermutlich bereits von Christen gestellt wurde). Als Kaiser Theodosius I. die beiden Brüder, die zu diesem Zeitpunkt wohl noch sehr jung waren, zu Konsuln für das Jahr 395 ernannte, wollte er damit wohl auch endgültig die Kluft überbrücken, die durch den Bürgerkrieg im Jahr 394 gegen Eugenius entstanden war, der von heidnischen Senatoren unterstützt worden war.
Arusianus Messius widmete den Brüdern die Schrift Exempla Elocutionum, Claudian hielt ihnen zu Ehren einen Panegyricus.
Quintus Aurelius Symmachus berichtete als Stadtpräfekt von Machenschaften, durch die sich Olybrius eines Landgutes bemächtigte.
Olybrius war verheiratet mit Anicia Iuliana, an die der Kirchenvater Johannes Chrysostomos einen Brief und der Kirchenvater Augustinus von Hippo zwei Briefe richtete. Von Augustinus stammt zudem eine Abhandlung in Briefform, die von der Witwenschaft handelt und an Iuliana adressiert ist.